# Vombs socken
Vombs socken i Skåne ingick i Färs härad, ingår sedan 1974 i Lunds kommun och motsvarar från 2016 Vombs distrikt.
Socknens areal är 35,48 kvadratkilometer varav 29,21 land. År 2000 fanns här 152 invånare.  Kyrkbyn Vomb med sockenkyrkan Vombs kyrka ligger i socknen.

## Administrativ historik
Socknen har medeltida ursprung. 
Vid kommunreformen 1862 övergick socknens ansvar för de kyrkliga frågorna till Vombs församling och för de borgerliga frågorna bildades Vombs landskommun. Landskommunen uppgick 1952 i Veberöds landskommun som uppgick 1974 i Lunds kommun. Församlingen uppgick 2002 i Veberöds församling.
1 januari 2016 inrättades distriktet Vomb, med samma omfattning som församlingen hade 1999/2000.
Socknen har tillhört län, fögderier, tingslag och domsagor enligt vad som beskrivs i artikeln Färs härad. De indelta soldaterna tillhörde Södra skånska infanteriregementet.

## Geografi
Vombs socken ligger öster om Lund med Vombsjön i nordost och Klingvallsån i sydväst. Socknen är huvudsakligen en barrskogsbeväxt sandslätt med inslag av sankmarker.
.

## Fornlämningar
Från stenåldern är ett dussintal boplatser funna. 

## Namnet
Namnet skrevs 1330 Wam och kommer från kyrkbyn. Namnet innehåller antingen wa, 'vrå, krok' syftande på en terrängformation eller ett ord sammansatt med detta och hem, 'boplats, gård'.
Före 22 oktober 1927 skrevs namnet även Våmbs socken.